# Adetus trinidadensis
Adetus trinidadensis är en skalbaggsart som beskrevs av Stefan von Breuning 1955. Adetus trinidadensis ingår i släktet Adetus och familjen långhorningar. Inga underarter finns listade i Catalogue of Life.